# Periclimenes attenuatus
Periclimenes attenuatus är en kräftdjursart som beskrevs av Bruce 1971. Periclimenes attenuatus ingår i släktet Periclimenes och familjen Palaemonidae. Inga underarter finns listade i Catalogue of Life.